# Tour La Marseillaise
La Tour La Marseillaise est un immeuble de grande hauteur (IGH) à usage de bureau. Située dans le quartier d'affaires Euroméditerranée et dans le quartier officiel d'Arenc au sein du 2e arrondissement, cette tour conçue par l'architecte Jean Nouvel fait partie du projet Les Quais d'Arenc.
Haute de 136 m, il s'agit de la seconde plus haute tour marseillaise et de la sixième plus haute tour de province après les trois tours lyonnaises que sont la Tour Incity (200 m), la Tour To-Lyon (171 m) et la Tour Part-Dieu (165 m), ainsi que la Tour CMA CGM à Marseille (145 m) et la Tour Bretagne à Nantes (144 m). 
Les trois quarts des plateaux du bâtiment sont occupés et financés par des groupes publics ou étroitement liés aux marchés publics (Métropole, ville, chambre de commerce, Sodexo, etc.) partenaires du projet initial. Les seules entreprises privées sont Orange et Haribo, ce qui, d'après le magazine Capital, contredit le discours des aménageurs sur l’attractivité du quartier d’affaires Euroméditerranée,.

## Localisation
Le bâtiment se situe au cœur du quartier d'affaires Euroméditerranée.
La tour est desservie par la station   et    Arenc-Le Silo du tramway de Marseille. 
Une gare ferroviaire située au pied de la tour, nommée « gare d'Arenc-Euroméditerranée », a ouvert ses portes le 3 février 2014.

## Historique
Le chantier de la tour La Marseillaise a commencé le 17 décembre 2014. Après plus d'un an de pause, le chantier a repris à l'été 2016 pour une inauguration en octobre 2018.

## Distinctions
L'immeuble a obtenu la deuxième place à l'Emporis Skyscraper Award 2018, un prix distinguant les plus remarquables gratte-ciel de l'année décerné par l'entreprise allemande Emporis.